# Agía Triáda (ort i Grekland, Epirus)
Agía Triáda är en ort i Grekland.   Den ligger i prefekturen Nomós Ártas och regionen Epirus, i den centrala delen av landet, 270 km nordväst om huvudstaden Aten. Agía Triáda ligger 152 meter över havet och antalet invånare är 150.
Terrängen runt Agía Triáda är kuperad åt nordost, men åt sydväst är den platt.Runt Agía Triáda är det ganska tätbefolkat, med 67 invånare per kvadratkilometer. Närmaste större samhälle är Arta, 2,8 km norr om Agía Triáda. Omgivningarna runt Agía Triáda är en mosaik av jordbruksmark och naturlig växtlighet.